# クリルアイランドボブテイル
クリル・アイランド・ボブテイル（英: Kurile Island Bobtail，露: Курильский бобтейл）は、千島列島（ロシア名：クリル列島）に起源を有する、猫の一品種である。別名はクリリアン・ボブテイル（英: Kurilian Bobtail)、クリル・ボブテイル（英: Kuril Bobtail)、
クリレアン・ボブテイル（英: Kurilean Bobtail)、クリリスク・ボブテイル（英: Curilsk Bobtail)。

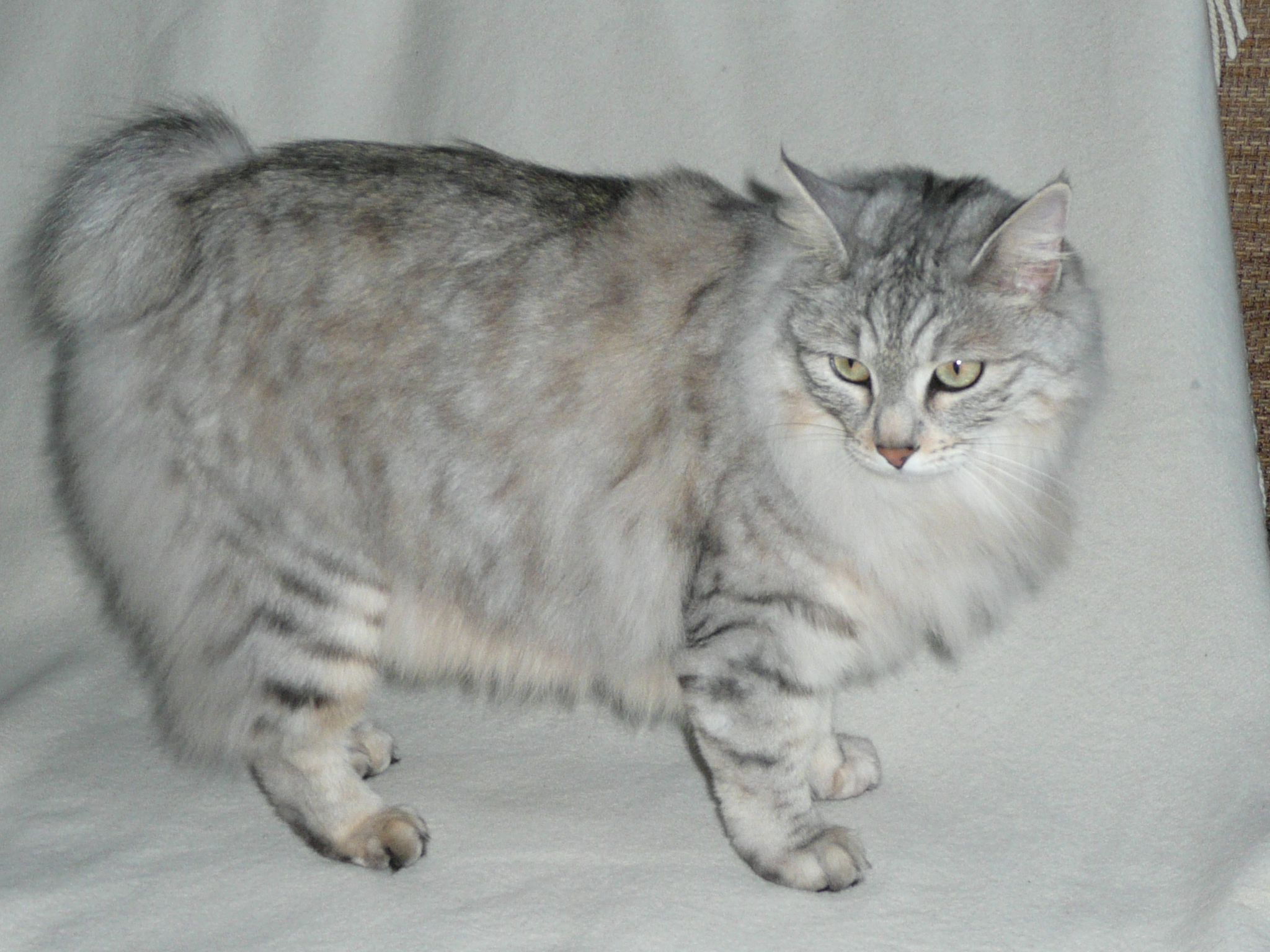
クリルアイランドボブテイルの一個体

この種は突然変異によって生まれ、18世紀以前から千島列島に生息してきた。その身体的な特色としては、広い肩を持つ筋肉質で頑丈な胴体、太くはなくも頑丈な脚、そして高い位置にある長毛を生やした球状の柔らかな尾などが挙げられる。
短く巻いた尻尾を最たる特徴とする短尾種としては日本原産のジャパニーズボブテイルという品種がよく知られる。この種は短い尻尾という共通点と、遺伝的な類似がありはするものの、ジャパニーズボブテイルとは全く異なった種である。
短尾種といえばジャパニーズボブテイルのみという状況が長らく存在してきたが、旧ソ連の国々に開放的な雰囲気が生まれ始めたことで、それまで知られていなかった珍しい猫種が続々と脚光を浴び始めた。クリルアイランドボブテイルもそのひとつである。